# Music&Entertainment ガチカメ
『Music&Entertainment ガチカメ（ミュージックアンドエンターテイメント ガチカメ）』は、読売テレビで2009年4月7日から2011年3月29日まで毎週火曜深夜24:59 - 25:29（JST、水曜午前0:59 - 1:29）に放送されていた関西ローカルの音楽番組である。略称は「ガチカメ」。
2010年9月28日までは『Music&Entertainment ガチカメ⑦（ミュージックアンドエンターテイメント ガチカメセブン）』のタイトルで放送された。

## 内容
- 毎週、一組のアーティストの舞台裏の素顔をデジタルビデオカメラ一台で密着取材し、そのVTRを宇都宮まきが紹介。
  - 2010年9月までは小籔千豊率いるナビゲーター「ガチカメ7」の隊員の中から一組が週替わりで担当。この他、2009年10月からは、事前にアンケートしたアーティストの回答や5つのある漢字一文字からイメージされるキーワードをアーティストにアンケートし、それをまとめた「ガチカメ7相“漢”図（そうかんず）」[1]、アーティストの人生の起伏とその中で影響を受けたアーティストの楽曲をグラフ化した「人生曲線（じんせいソングライン）」などを合わせて紹介。最後にガチカメして感じたことをコメントしたり、2010年からはガチカメして印象に残ったアーティストの名言「ガチカ名言」を紹介していた。
- この他、最新のおすすめ音楽を紹介する「ガチM」、活躍が期待される注目のアーティストを紹介する「ガチMレコメンド」（2010年10月 -）、最新映画からオススメの一本を紹介する「ガチMOVIE」のコーナーがある。また「ガチM」で紹介したアーティストのグッズを詰め合わせた「ガチ福袋」が毎週1名の視聴者にプレゼントされる（プレゼントの応募にはエンディングで発表されるキーワードが必要）
  - 「ガチM」では、アーティストからのVTRメッセージの中で、ガチでお気に入りのものを紹介する「ガチトーク」を展開することがある。また2010年9月までは、ガチカメ7隊員がアーティストに関する最新情報や豆知識を「これ知ってる?（これ知ってます?）」として紹介することがあった。
- 2009年3月までのエンディングでは、NECとのタイアップによる同社製の携帯電話（主にNTTドコモ向け）のインフォマーシャルが挿入されていた。
- 2010年6月1日放送まではオープニングタイトルが放送されていたが、6月8日以降はオープニングタイトルなしで本編から開始される形となった。この他「ガチM」のコーナージャンクションも変更され、紹介するアーティスト名や楽曲・アルバムのタイトルがナレーションで紹介されるようになった。2010年10月からは「ガチMOVIE」のコーナージャンクションも変更された。

## ナビゲーター

### 番組終了時のナビゲーター
- 宇都宮まき（2009年10月 -）[2]

### 過去のナビゲーター（ガチカメ7隊員）
ガチカメ7隊員の中から週替わりで一組が出演していた（複数名が出演した回もあり）。
- 廣田遥（2009年4月 - 2009年9月）
- 虎谷温子（読売テレビアナウンサー、2009年4月 - 2009年9月）
- 小籔千豊（ガチカメ7隊長、2009年4月 - 2010年9月）
- 中山功太（2009年4月 - 2010年9月）
- ジャルジャル（2009年4月 - 2010年9月）
- 武田航平（2009年4月 - 2010年9月）
- ポール（2009年4月 - 2010年9月）
- 林マオ（読売テレビアナウンサー、2009年10月 - 2010年9月）

## 放送日・ガチカメアーティスト
| 2009年 | 2009年   | 2009年                              | 2009年                              | 2009年          |
| #      | 放送日   | ガチカメアーティスト                | ナビゲーター                        | 備考            |
| ------ | -------- | ----------------------------------- | ----------------------------------- | --------------- |
| 1      | 4月7日   | 東方神起                            | 小籔千豊                            |                 |
| 2      | 4月14日  | エリック・マーティン                | 中山功太                            |                 |
| 3      | 4月21日  | レミオロメン（前編）                | 武田航平                            |                 |
| 4      | 4月28日  | レミオロメン（後編）                | ジャルジャル                        |                 |
| 5      | 5月5日   | 今井絵理子（SPEED）                 | 廣田遥                              |                 |
| 6      | 5月12日  | BONNIE PINK                         | ポール 虎谷温子                     |                 |
| 7      | 5月19日  | 関ジャニ∞                           | ジャルジャル                        |                 |
| 8      | 5月26日  | 斉藤和義                            | 中山功太                            |                 |
| 9      | 6月2日   | スキマスイッチ                      | ポール                              |                 |
| 10     | 6月9日   | SWEETBOX                            | 廣田遥                              |                 |
| 11     | 6月16日  | くるり                              | 小籔千豊                            |                 |
| 12     | 6月23日  | 9mm Parabellum Bullet THE BACK HORN | 武田航平                            |                 |
| 13     | 6月30日  | MONKEY MAJIK 伊藤由奈               | ジャルジャル                        |                 |
| 14     | 7月7日   | VAMPS                               | 虎谷温子                            |                 |
| 15     | 7月14日  | 馬場俊英                            | 中山功太                            |                 |
| 16     | 7月21日  | GACKT                               | ポール                              |                 |
| 17     | 7月28日  | ACIDMAN                             | 武田航平                            |                 |
| 18     | 8月4日   | スガシカオ                          | ジャルジャル                        |                 |
| 19     | 8月11日  | MAX                                 | 小籔千豊                            |                 |
| 20     | 8月18日  | ガチカメ7 お盆LIVE（前編）          | 小籔千豊 中山功太 武田航平 虎谷温子 | 20分拡大        |
| 21     | 8月25日  | ガチカメ7 お盆LIVE（後編）          | 小籔千豊 中山功太 武田航平 虎谷温子 |                 |
| 22     | 9月1日   | KOYABU SONIC 2009                   | 小籔千豊                            |                 |
| 23     | 9月8日   | T.M.Revolution                      | ポール                              |                 |
| 24     | 9月15日  | ガガガSP                            | 小籔千豊                            |                 |
| 25     | 9月22日  | 電気グルーヴ                        | 廣田遥                              |                 |
| 26     | 9月29日  | ビートルズ                          | 虎谷温子                            |                 |
| 27     | 10月6日  | Crystal Kay                         | ポール                              |                 |
| 28     | 10月13日 | 藤井フミヤ                          | ジャルジャル                        |                 |
| 29     | 10月20日 | マドンナ                            | 宇都宮まき                          |                 |
| 30     | 10月27日 | SEAMO                               | 武田航平                            |                 |
| 31     | 11月3日  | Chicago Poodle                      | 中山功太                            |                 |
| 32     | 11月10日 | May J.                              | 林マオ                              |                 |
| 33     | 11月17日 | AI                                  | 宇都宮まき                          |                 |
| 34     | 11月24日 | ベストヒット歌謡祭2009              | ジャルジャル                        |                 |
| 35     | 12月1日  | 西野カナ                            | 小籔千豊                            |                 |
| 36     | 12月8日  | FUNKY MONKEY BABYS                  | ポール                              |                 |
| 37     | 12月22日 | ガチカメ7 年末1時間スペシャル       | 武田航平 林マオ                     | 1時間スペシャル |

| 2010年 | 2010年   | 2010年                       | 2010年                                       | 2010年   |
| #      | 放送日   | ガチカメアーティスト         | ナビゲーター                                 | 備考     |
| ------ | -------- | ---------------------------- | -------------------------------------------- | -------- |
| 38     | 1月12日  | BREAKERZ                     | 林マオ                                       |          |
| 39     | 1月19日  | サカナクション               | ジャルジャル                                 |          |
| 40     | 1月26日  | the pillows                  | 中山功太                                     |          |
| 41     | 2月2日   | JAY'ED                       | 宇都宮まき                                   |          |
| 42     | 2月9日   | 倖田來未                     | 小籔千豊                                     |          |
| 43     | 2月16日  | mihimaru GT                  | ポール                                       |          |
| 44     | 2月23日  | ベッキー♪#                   | 宇都宮まき                                   |          |
| 45     | 3月2日   | ガチカメ7 2nd LIVE（前編）   | 小籔千豊 中山功太 武田航平 宇都宮まき 林マオ | 15分拡大 |
| 46     | 3月9日   | ガチカメ7 2nd LIVE（後編）   | 小籔千豊 中山功太 武田航平 宇都宮まき 林マオ | 15分拡大 |
| 47     | 3月16日  | 大橋トリオ                   | 小籔千豊                                     |          |
| 48     | 3月23日  | BoA                          | 宇都宮まき                                   |          |
| 49     | 3月30日  | alan                         | 中山功太                                     | 5分拡大  |
| 50     | 4月6日   | ET-KING                      | 林マオ                                       |          |
| 51     | 4月13日  | JUJU                         | 林マオ                                       |          |
| 52     | 4月20日  | 植村花菜                     | ポール                                       |          |
| 53     | 4月27日  | 坂本冬美                     | ポール                                       |          |
| 54     | 5月4日   | アンジェラ・アキ             | 小籔千豊                                     |          |
| 55     | 5月11日  | ナオト・インティライミ 舞花  | 宇都宮まき                                   |          |
| 56     | 5月18日  | lecca                        | 宇都宮まき                                   |          |
| 57     | 5月25日  | GIRL NEXT DOOR               | 中山功太                                     |          |
| 58     | 6月1日   | 世界の終わり                 | 宇都宮まき                                   |          |
| 59     | 6月8日   | ステレオポニー               | 武田航平                                     |          |
| 60     | 6月15日  | ROCK'A'TRENCH                | ポール                                       |          |
| 61     | 6月22日  | UVERworld                    | 林マオ                                       |          |
| 62     | 6月29日  | 矢沢永吉                     | 小籔千豊                                     |          |
| 63     | 7月6日   | 青山テルマ                   | 宇都宮まき                                   | 5分拡大  |
| 64     | 7月13日  | レミオロメン                 | ポール                                       | 5分拡大  |
| 65     | 7月20日  | ビッグポルノ                 | 林マオ                                       | 5分拡大  |
| 66     | 7月27日  | Kylee                        | 宇都宮まき                                   | 5分拡大  |
| 67     | 8月3日   | MONKEY MAJIK                 | 宇都宮まき                                   | 5分拡大  |
| 68     | 8月10日  | Ken Yokoyama                 | 中山功太                                     | 5分拡大  |
| 69     | 8月17日  | 近藤夏子                     | ジャルジャル                                 | 5分拡大  |
| 70     | 8月24日  | 奥華子 スマイレージ          | 中山功太                                     | 5分拡大  |
| 71     | 8月31日  | トータス松本                 | 宇都宮まき                                   | 5分拡大  |
| 72     | 9月7日   | lego big morl ghostnote      | 武田航平                                     |          |
| 73     | 9月14日  | UA                           | 武田航平                                     |          |
| 74     | 9月21日  | KOYABU SONIC 2010（前編）    | 小籔千豊                                     |          |
| 75     | 9月28日  | KOYABU SONIC 2010（後編）    | 小籔千豊                                     |          |
| 72     | 10月5日  | THE BAWDIES flumpool         | 宇都宮まき                                   |          |
| 73     | 10月12日 | 秦基博                       | 宇都宮まき                                   | 5分拡大  |
| 74     | 10月19日 | ガガガSP（前編）             | 宇都宮まき                                   | 5分拡大  |
| 75     | 10月26日 | ガガガSP（後編）             | 宇都宮まき                                   | 5分拡大  |
| 76     | 11月2日  | NICO Touches the Walls May'n | 宇都宮まき                                   | 5分拡大  |
| 77     | 11月9日  | BOOM BOOM SATELLITES         | 宇都宮まき                                   | 5分拡大  |
| 78     | 11月16日 | つるの剛士                   | 宇都宮まき                                   | 5分拡大  |
| 79     | 11月23日 | ベストヒット歌謡祭2010       | 宇都宮まき                                   | 5分拡大  |
| 80     | 11月30日 | 斉藤和義                     | 宇都宮まき                                   | 5分拡大  |
| 81     | 12月7日  | TEE                          | 宇都宮まき                                   | 5分拡大  |
| 82     | 12月21日 | 小林太郎                     | 宇都宮まき                                   |          |
| 83     | 12月28日 | ガチカメ蔵出し総集編         | 宇都宮まき                                   |          |

| 2011年 | 2011年  | 2011年                                                              | 2011年       | 2011年   |
| #      | 放送日  | ガチカメアーティスト                                                | ナビゲーター | 備考     |
| ------ | ------- | ------------------------------------------------------------------- | ------------ | -------- |
| 84     | 1月4日  | 音楽業界人に聞く! 2010年あいつらは本物だった! 2011年こいつらが来る! | 宇都宮まき   |          |
| 85     | 1月11日 | MONOBRIGHT                                                          | 宇都宮まき   |          |
| 86     | 1月18日 | オレスカバンド                                                      | 宇都宮まき   |          |
| 87     | 1月25日 | BRIGHT                                                              | 宇都宮まき   |          |
| 88     | 2月1日  | セカイイチ                                                          | 宇都宮まき   | 5分拡大  |
| 89     | 2月8日  | レミオロメン                                                        | 宇都宮まき   | 5分拡大  |
| 90     | 2月15日 | Maia Hirasawa                                                       | 宇都宮まき   | 5分拡大  |
| 91     | 2月22日 | DEEP                                                                | 宇都宮まき   | 5分拡大  |
| 92     | 3月1日  | 雅-MIYAVI-                                                          | 宇都宮まき   | 5分拡大  |
| 93     | 3月8日  | 高橋優                                                              | 宇都宮まき   | 5分拡大  |
| 94     | 3月15日 | 倖田來未 rhythmic                                                   | 宇都宮まき   | 15分拡大 |
| 95     | 3月22日 | Aqua Timez ダイスケ                                                 | 宇都宮まき   | 15分拡大 |
| 96     | 3月29日 | Chicago Poodle                                                      | 宇都宮まき   | 5分拡大  |

## スタッフ
- 構成：渡邊仁
- ディレクター：高柳康、多賀規恵、中嶋信之、東向美和（読売テレビ）、砂川義忠、西田優心（アッシュ）
- AD：吉中健（アッシュ）
- CAM：坂口裕一（読売テレビ）
- MIX：三村将之、鈴木直人（読売テレビ）
- LD：野口忠繁（読売テレビ）
- タイトルデザイン：山本しんぺい（読売テレビ）
- EED：石丸淳（アッシュ）、岡本尚樹（アッシュ）、西村聡（読売テレビ）、浅地裕夫（読売テレビ）
- MA：中澤哲矢
- 音効：中谷菜穂子
- メイク：正田早百合、加藤智子、もりえゆうこ
- スタイリスト：桐藤江里子（masse）
- 協力：B-FLEX、ytv Nextry（2011年1月まではサウンドエフェクト名義）
- プロデューサー：山本陽（読売テレビ）
- 演出：山口剛正（読売テレビ）
- チーフプロデューサー（CP）：田中壽一（読売テレビ）
- 制作協力：アッシュ
- 制作著作：読売テレビ

### 過去のスタッフ
- ナレーション：山本隆弥[7][8]（読売テレビアナウンサー、- 2010年9月28日）
- 協力：HEART-S、オーディオテクニカ
- プロデューサー：上田雅也、太田匡隆（読売テレビ）
- チーフプロデューサー（CP）：吉川秀和、長江信一（読売テレビ）

## テーマ曲
| 年   | 月 | オープニングテーマ                     | エンディングテーマ                              |
| ---- | -- | -------------------------------------- | ----------------------------------------------- |
| 2009 | 4  | サカナクション「ネイティブダンサー」   | ET-KING「君想う花」                             |
| 2009 | 5  | サカナクション「ネイティブダンサー」   | Hilcrhyme「純也と真菜実」                       |
| 2009 | 6  | サカナクション「ネイティブダンサー」   | BIGBANG「MY HEAVEN」                            |
| 2009 | 7  | サカナクション「白波トップウォーター」 | Hilcrhyme「純也と真菜実」                       |
| 2009 | 8  | サカナクション「白波トップウォーター」 | BIGBANG「ガラガラ GO!!」                        |
| 2009 | 9  | サカナクション「白波トップウォーター」 | Hilcrhyme「春夏秋冬」                           |
| 2009 | 10 | Yacht.「Steps」                        | Chicago Poodle「さよならベイベー」              |
| 2009 | 11 | Yacht.「Steps」                        | Chicago Poodle「さよならベイベー」              |
| 2009 | 12 | Yacht.「Steps」                        | 導楽「Just Start It」                           |
| 2010 | 1  | Yacht.「Steps」                        | WEAVER「トキドキセカイ」                        |
| 2010 | 2  | Yacht.「Steps」                        | SQUAREHOOD「君だけを見つけるために…」           |
| 2010 | 3  | Yacht.「Steps」                        | SA.RI.NA「シングルマザー」                      |
| 2010 | 4  | Yacht.「Steps」                        | Hanah「あいたい気持ち」                         |
| 2010 | 5  | Yacht.「Steps」                        | GIRL NEXT DOOR「Freedom」                       |
| 2010 | 6  | Yacht.「Steps」                        | BENI「ユラユラ」                                |
| 2010 | 7  | （オープニング廃止）                   | ROOKiEZ is PUNK'D「eggmate of the year」        |
| 2010 | 8  | （オープニング廃止）                   | Dream「My Way〜ULala〜」                        |
| 2010 | 9  | （オープニング廃止）                   | Hilcrhyme「トラヴェルマシン」                   |
| 2010 | 10 | （オープニング廃止）                   | TEE「ベイビー・アイラブユー」                   |
| 2010 | 11 | （オープニング廃止）                   | twenty4-7「Letter〜10年後の君へ〜 feat. MAY'S」 |
| 2010 | 12 | （オープニング廃止）                   | ビリケン「空にメロディ」                        |
| 2011 | 1  | （オープニング廃止）                   | 真崎ゆか「Last Kiss feat.KG」                   |
| 2011 | 2  | （オープニング廃止）                   | AZU「Broken Heart」                             |
| 2011 | 3  | （オープニング廃止）                   | INFINITE「BTD（Before The Dawn）」              |

## ガチカメ7 LIVE
- 2009年8月12日に「ガチカメ7 お盆LIVE」がZepp Osakaで開催された。出演アーティストは斉藤和義、My Little Lover、NICO Touches the Walls、福原美穂、のあのわ（オープニングアクト）、城南海（オープニングアクト）。MCはガチカメ7隊員から小籔・中山・武田・虎谷、読売テレビアナウンサーからは川田裕美・吉田奈央・林マオが担当。このライブで虎谷の番組卒業と、林が後任として新加入することが発表された。
- 2010年2月24日には「ガチカメ7 2nd LIVE 恋うたNIGHT」がZepp Osakaで開催された。出演アーティストは西野カナ、青山テルマ、九州男、JAY'ED、MASH（オープニングアクト）、SQUAREHOOD（オープニングアクト）。さらに小籔と宇都宮は、レイザーラモンRG・今別府直之と共に、小籔が率いる音楽ユニット・ビッグポルノとしてもステージに登場した。